# Liste des ducs de Blekinge
Depuis le XXIe siècle, une princesse a été créée duchesse de Blekinge (en suédois : Hertiginna  av Blekinge) par le roi Charles XVI Gustave de Suède. Nominal depuis 1772.

## Liste des ducs et duchesses de Blekinge

### Maison Bernadotte
Sous la maison Bernadotte, une princesse porte ce titre :
1. la princesse Adrienne de Suède (2018), depuis sa naissance par Charles XVI Gustave.

## Armoiries

Armoiries de la princesse Adrienne de Suède depuis 2018.